# Локи (2-й сезон)
Второй сезон американского телесериала «Локи» (2021), основанного на комиксах Marvel с участием одноимённого персонажа. События сериала разворачиваются в медиафраншизе «Кинематографическая вселенная Marvel» (КВМ) и он напрямую связан с фильмами франшизы. Производством сезона занимается Marvel Studios, главным сценаристом выступает Эрик Мартин, а режиссёрами — Джастин Бенсон и Аарон Мурхед.
Том Хиддлстон вновь исполняет роль асгардского Бога обмана Локи из предыдущих фильмов КВМ; главные роли также исполняют Оуэн Уилсон, София Ди Мартино, Гугу Мбата-Роу и Юджин Кордеро. Разработка второго сезона началась к ноябрю 2020 года, после чего он был подтверждён в июле 2021 года, и к концу февраля 2022 года Мартин, Бенсон и Мурхед были наняты для работы над продолжением. Съёмки начались в июне 2022 года на Pinewood Studios.
Премьера второго сезона, состоящего из шести эпизодов, состоялась на Disney+ 5 октября 2023 года; сезон завершился 9 ноября 2023. Он является частью Пятой фазы КВМ.

## Эпизоды
Все шесть эпизодов были написаны Эриком Мартином, а Кэтрин Блэр выступила соавтором четвёртого эпизода. Джастин Бенсон и Аарон Мурхед выступили режиссёрами большинства эпизодов, включая пятый. Дэн Делиув и Касра Фарахани также выступили режиссёрами одного из эпизодов.
| № общий | № в сезоне | Название                               | Режиссёр                      | Автор сценария                                                            | Дата премьеры   |
| ------- | ---------- | -------------------------------------- | ----------------------------- | ------------------------------------------------------------------------- | --------------- |
| 7       | 1          | «Ouroboros» «Уроборос»                 | Джастин Бенсон и Аарон Мурхед | Эрик Мартин                                                               | 5 октября 2023  |
| 8       | 2          | «Breaking Brad» «Слом Брэда»           | Дэн Делиув                    | Эрик Мартин                                                               | 12 октября 2023 |
| 9       | 3          | «1893» «1893»                          | Касра Фарахани                | Сценарий: Эрик Мартин, Касра Фарахани и Джейсон О'Лири Сюжет: Эрик Мартин | 19 октября 2023 |
| 10      | 4          | «Heart of the TVA» «Сердце УВИ»        | Джастин Бенсон и Аарон Мурхед | Эрик Мартин Кэтрин Блэр                                                   | 26 октября 2023 |
| 11      | 5          | «Science/Fiction» «Наука / Фантастика» | Джастин Бенсон и Аарон Мурхед | Эрик Мартин                                                               | 2 ноября 2023   |
| 12      | 6          | «Glorious Purpose» «Славная миссия»    | Джастин Бенсон и Аарон Мурхед | Эрик Мартин                                                               | 9 ноября 2023   |

## Актёрский состав
- Том Хиддлстон — Локи:
Бог Обмана и приёмный брат Тора, основанный на одноименном божестве из норвежской мифологии. Является альтернативной версией Локи, создавшей новую временную линию в событиях битвы за Нью-Йорк в 2012 году в фильме «Мстители: Финал» (2019)[10]. В результате событий первого сезона, у Локи возникает «скольжение во времени», в результате чего он неконтролируемо перемещается между прошлым, настоящим и будущим[11][12]. По словам Хиддлстона, в этом сезоне Локи сможет «понять себя», обретя новую семью — «Управление временными изменениями» (УВИ) — и свою «новую способность налаживать связи»[13], при этом герой наконец-то обретает смысл и цель, пытаясь помочь защитить УВИ и своих друзей в ней[14].
- София Ди Мартино — Сильвия:
Альтернативная версия Локи женского пола, уничтожившая «Священную линию времени», тем самым открыв мультивселенную[10]. В сезоне Сильвия будет кассиром компании McDonald’s в 1982 году[15].
- Вунми Мосаку — Охотник B-15:
Высокопоставленный охотник УВИ[16][17]. После разветвления временной линии она работает над реформированием УВИ и защитой новых временных линий и вариантов, поскольку узнала, что сама является вариантом[7]:4.
  - Мосаку также играет роль доктора Верити Уиллис — педиатра из альтернативной линии времени 2012 года (Нью-Йорк).
- Юджин Кордеро — Кейси:
Секретарь УВИ[18].
  - Кордеро также играет роль Фрэнка Мориса — преступника, сбежавшего из тюрьмы «Алькатрас» из альтернативной линии времени 1962 года (Сан-Франциско, Калифорния).
- Рафаэль Касаль — Охотник Х-5 / Брэд Вульф:
Охотник УВИ[9][19], выдающий себя за актёра Брэда Вульфа, исполняющего главную роль в фильме «Заниак»[20][21]. В процессе сезона арестовывается УВИ[22]. Касаль назвал Охотника Х-5 «зеркалом Локи — ещё одним человеком, который чувствует себя обиженным. Он немного потерянный персонаж и ощущается как более ранняя версия Локи, отражающаяся в нём»[7]:9.
- Кейт Дики — Генерал Докс[19][23]:
Высокопоставленный генерал УВИ, вошедший в состав нового совета судей после исчезновения Равонны Ренслейер[24]. В течение сезона ищет Сильвию и по-прежнему верит в предназначение УВИ по обрезанию разветвлённых временных линий[25].
- Лиз Карр — Судья Гэмбл[5][19]: Парализованная судья УВИ, входящая в состав нового совета судей после исчезновения Равонны Ренслейер[26].
- Нил Эллис — Охотник D-90:
Охотник УВИ[5].
- Ке Хюи Куан — Уроборос («У.Б.»)[27]:
Сотрудник УВИ, отвечающий за ремонт и обслуживание технологий организации[28]. Райт назвал его «причудливым ремонтником» и объяснил, что каждая технология в УВИ была либо разработана У.Б., либо он знает, как её починить и поддерживать в рабочем состоянии[29]. Куан считает, что У.Б. с удовольствием выполняет свою работу, несмотря на долгие часы, проведённые в одиночестве и изоляции[30].
  - Куан также играет роль А. Д. Дага — преподавателя теоретической физики в Калтехе и несостоявшегося автора научной фантастики из альтернативной линии времени 1994 года (Пасадина).
- Оуэн Уилсон — Мобиус М. Мобиус:
Агент УВИ и друг Локи[10]. Согласно Уилсону, в данном сезоне зрители узнают больше о прошлом Мобиуса, который испытывает трудности с принятием новой реальности[31][32], в результате чего персонаж теряет часть своего самообладания и становится более уязвимым[33].
  - Уилсон также играет роль Дона — отца-одиночки двоих детей и продавца гидроциклов из альтернативной линии времени 2022 года (Кливленд, Огайо).
- Гугу Мбата-Роу — Равонна Ренслейер:
Бывшая Судья УВИ, работающая на Того, кто остаётся[10].
- Тара Стронг — Мисс Минуты:
Анимационный антропоморфный искусственный интеллект УВИ в виде часов[10].
- Ричард Диксон — Барон-разбойник[34].
- Джонатан Мейджорс — Тот, кто остаётся / Виктор Таймли: Альтернативные версии Канга Завоевателя:
  - Тот, кто остаётся — учёный из 31 века, который смог окончить первую войну Мультивселенной, уничтожив своих «злых вариантов», и после этого создал УВИ, чтобы предотвратить образование новой войны Мультивселенной и ограничить существование своих вариантов[35][36].
  - Виктор Таймли — альтернативная версия Канга Завоевателя, которая является человеком начала 1900-х годов, представляющим футуристические технологии. Он носит очки и костюм-тройку. Персонаж был впервые представлен во второй сцене после титров фильма «Человек-муравей и Оса: Квантомания» (2023)[37][38]. Marvel Studios с нетерпением ждала продолжения изучения Канга Завоевателя и его альтернативных версий в данном сезоне, особенно желая, чтобы «Таймли» занялся Локи: исполнительный продюсер Кевин Райт отметил, что его включение и интеграция будут «большой частью» сезона[29].

## Производство

### Разработка
Разработка второго сезона «Локи» началась к ноябрю 2020 года. В январе 2021 года главный сценарист первого сезона Майкл Уолдрон подписал общий контракт с Disney, и часть этой сделки включала то, что он примет участие во втором сезоне «Локи». Продюсер Marvel Studios Нейт Мур, который был исполнительным продюсером сериала «Сокол и Зимний солдат» (2021), считал, что у «Локи» есть «действительно дерзкие, умные и крутые» сюжетные линии, которые «подходят для нескольких сезонов таким образом, чтобы это не было одноразовым». Второй сезон был официально подтверждён в сцене после титров в финале первого сезона, который был выпущен в июле 2021 года, и звезда Том Хиддлстон сказал, что уже ведутся «глубокие обсуждения» по поводу второго сезона. Режиссёр первого сезона Кейт Херрон сказала, что она не вернётся во втором сезоне, так как она всегда планировала участвовать только в одном сезоне, в то время как Уолдрон сказал, что «ещё неизвестно», будет ли он участвовать.
В феврале 2022 года режиссёрский дуэт Джастин Бенсон и Аарон Мурхед были наняты для постановки большей части эпизодов второго сезона. Ранее они сняли два эпизода другого сериала Marvel Studios, «Лунный рыцарь» (2022), которые прошли так хорошо, что студия захотела, чтобы они работали над другими проектами, и их быстро выбрали для второго сезона «Локи». Эрик Мартин, сценарист первого сезона, который взял на себя некоторые обязанности Уолдрона во время производства этого сезона, должен был написать все шесть эпизодов второго сезона, а Хиддлстон и Уолдрон, как было подтверждено, вернутся в качестве исполнительных продюсеров. Бенсон и Мурхед были рады познакомиться с другим персонажем в Локи, который, как и Марк Спектор / Лунный рыцарь из сериала «Лунный рыцарь», был определён как изгой и имел «сложность в том, чтобы быть изгоем». Подготовка к производству началась к концу апреля 2022 года. Дэн Делиув, специалист по визуальным эффектам и второй режиссёр нескольких фильмов КВМ, и художник-постановщик первого сезона Касра Фарахани были назначены режиссёрами второго сезона в июне 2023 года. Исполнительными продюсерами сезона также являются Файги, Кевин, Луис Д’Эспозито, Стивен Бруссар, Брэд Уиндербаум, Виктория Алонсо и Кевин Р. Райт, а также Том Хиддлстон, Джастин Бенсон и Аарон Мурхед, Эрик Мартин и Майкл Уолдрон.

### Сценарий
Касра Фарахани, Джейсон О’Лири и Кэтрин Блэр выступили сценаристами сезона вместе с Эриком Мартином. Уолдрон сказал, что этот сезон продолжит историю первого сезона, но по-другому, подорвёт ожидания и откроет «новую эмоциональную почву» для Локи. Хиддлстон объяснил, что Локи снова работает с организацией «Управление временными изменениями» (УВИ) и Мобиусом М. Мобиусом, несмотря на то, что Мобиус не помнит Локи, и противостоит Сильвии по поводу её действий в конце первого сезона. Он добавил, что второй сезон станет «битвой за душу УВИ». В сезоне раскрывается больше истории УВИ. Райт объяснил, что большая часть «основного конфликта персонажей» в этом сезоне связана с УВИ и отношением каждого к ней, заявив: «Мы хотим, чтобы все были в серой зоне — они не хорошие и не плохие. Они могут совершать плохие или героические поступки, но они пытаются понять, кто они такие. УВИ показался нам местом, где мы могли бы максимально раскрыть эту историю и узнать больше об этих персонажах». Большая часть сезона была посвящена тому, чтобы каждый персонаж стал лучшей версией самого себя. Райт заявил, что во втором сезоне сценаристы хотели сделать сериал более странным, сохранив при этом более длительные моменты, связанные с персонажами, в частности, дружбу между Локи и Мобиусом. Сценаристы постарались не начинать сезон с «быстрой перемотки драмы» конца первого сезона, а проанализировать «эмоциональные потрясения» Локи и СильвиB, с которыми они вступают в сезон. Сам же сезон поможет связать воедино всю арку «Сага Мультивселенной» в КВМ.
После окончания съёмок финального эпизода «For All Time. Always.» первого сезона, исполнительный продюсер Кевин Райт и актриса София Ди Мартино начали неформальное обсуждение будущего Сильвии, причём Ди Мартино предположила, что она будет голодна после убийства Того, кто Остаётся. В начале работы над вторым сезоном Райт посчитал, что посещение Сильвией ресторана McDonald’s 1980-х годов будет «привлекательным» как место, где можно «притормозить», поскольку это место вызывает ностальгию у маленьких детей, приходящих туда после спортивных соревнований или на день рождения, чего Сильвия никогда не испытывала. Месторасположение ресторана McDonald’s в 1982 году было включено в сценарий ещё до обращения в компанию, что является обратной стороной типичного партнёрства с брендами в СМИ. Райт полагал, что McDonald’s воспримет включение в сценарий как попытку высмеять их, а не как «искреннюю историю [и] любовное письмо», которое они создавали. Marvel Studios уже имела маркетинговое партнёрство с McDonald’s, и ресторан также стремился к сотрудничеству с брендами, выходящему за рамки типичных связей с продуктами, что привело к тому, что McDonald’s одобрил включение компании в сезон. Директор по маркетингу McDonald’s Морган Флэтли посчитал, что история Сильвии соответствует их бренду, который «обеспечивает комфорт и уверенность». Сам McDonald’s в сезоне расположен в городе Брокстон, штат Оклахома, который был выбран «в знак уважения к фанатам», поскольку в конце 2000-х — начале 2010-х годов в комиксах именно там находился Асгард, а также «в качестве небольшого кивка на ДНК» Сильвии, поскольку она была частично основана на Сильвии Лаштон, которая в комиксах была родом из Брокстона. Кроме того, в сезоне были представлены Всемирная выставка 1893 года в Чикаго, а также Лондон 1977 года.
Обсуждая различные временные «жаргоны» и «временные логические схемы», представленные в сезоне, Райт пояснил, что, хотя для работы были созданы длинные, подробные версии, в конечном итоге они были сокращены и упрощены, чтобы зрителям было легче понять и следовать за ними, признав, что «простота и визуальность» делают сезон «забавным и интригующим». По словам Мартина, темами сезона являлись порядок против хаоса и «что происходит в вакууме власти», а общую концепцию сезона он сравнил с фразой «сломаешь — купишь».

### Подбор актёров
Том Хиддлстон, Гугу Мбата-Роу, Вунми Мосаку, Юджин Кордеро, Тара Стронг, Оуэн Уилсон и София Ди Мартино возвращаются к своим ролям, Локи, Равонны Ренслейер, Охотника B-15, Кейси / Охотника K-5E, Мисс Минуты, Мобиуса М. Мобиуса и Сильвии из первого сезона, соответственно. Джонатан Мейджорс исполняет роль Виктора Таймли, альтернативной версии Того, Кто Остаётся, появившегося в первом сезоне, и альтернативной версии Канга Завоевателя, впервые появившегося в фильме «Человек-муравей и Оса: Квантомания» (2023); Таймли также был впервые показан во второй сцене после титров фильма. Режиссёр Пейтон Рид заявил, что включение данной сцены было естественным в связи с тем, что КВМ делает акцент на историях Мультивселенной, а также с тем, что сезон и фильм разрабатывались параллельно. Нил Эллис возвращается в роли Охотника D-90. Кордеро и Эллис получили статус постоянных участников сезона. В мае 2022, Файги заявил, что «весь актёрский состав» из первого сезона вернётся в новом.
В июле 2022, Рафаэль Касаль был утверждён на «главную роль» в сезоне, Охотника Х-5 и актёра Брэда Вульфа:14. В сентябре того же года, Ке Хюи Куан получил роль Уробороса («У.Б.») — сотрудника УВИ, отвечающего за ремонт и обслуживание технологий организации. Файги лично связался с Куаном, чтобы узнать, не заинтересован ли он в присоединении к КВМ после успеха фильма «Всё везде и сразу» (2022), в котором Куан исполнял одну из главных ролей и получил за неё премию «Оскар». В декабре стало известно, что Кейт Дики была приглашена на роль злодея сезона Генерала Докс. В июне, Лиз Карр пополнила актёрский состав сезона, исполнив роль судьи Гэмбл.

### Дизайн
Касра Фарахани также вернулась в качестве художника-постановщика для второго сезона. Она назвала новые помещения УВИ, показанные в этом сезоне «фундаментом» организации, полагая, что они были построены раньше, чем те, которые были показаны в первом сезоне. Новые локации «больше похожи на холодную войну 1950-х годов» и отличаются «сдержанной, приглушённой зеленью», хотя жёлтые и оранжевые цвета, заложенные в первом сезоне, по-прежнему присутствуют в качестве акцентов оформления УВИ:9–10. Новые декорации сезона включали рабочую зону У.Б., местность Ткача времени и Всемирной выставки 1893 года в Чикаго, причём Райт заявил, что эта декорация была больше, чем та, что была построена для Ламентиса в первом сезоне. Кристин Вада вернулась в качестве художника по костюмам, отметив, что костюмы персонажей по-прежнему «привязаны» к дизайну УВИ, даже когда они выходят за пределы самого УВИ:10. Куан предложил Ваде, чтобы на комбинезоне У.Б. были различные нашивки, в качестве отсылки к его персонажу Ричарду Вангу из фильма «Балбесы» (1985).

### Съёмки
Съёмки начались 13 июня 2022 года на студии Pinewood Studios в Великобритании, где режиссёрами большинства эпизодов выступили Бенсон и Мурхед, а Айзек Бауман выступил в качестве оператора. Ранее сообщалось, что они начнутся в январе 2022 года под рабочим названием «Architect». В июле 2022 года натурные съёмки проходили по всему Лондону, в том числе на исторической верфи Чатем в Кенте; фотографии съёмочной площадки указывали на обстановку 1970-х годов для части сезона. Съёмки завершились в октябре, при этом бюджет препродакшна и основных съёмок составил более 141,3 млн долларов.

### Постпродакшн
Райт заявил, что этот сезон стал первым проектом Marvel Studios, в котором не проводились дополнительные съёмки. В связи с этим, роль и количество появлений Джонатана Мейджорса в сезоне не были изменены, учитывая его судебные обвинения, начавшиеся в марте 2023 года, и Райт посчитал, что было бы «поспешно что-либо предпринимать», не зная результатов его судебного разбирательства.
Пол Цукер, Калум Росс и Эмма Макклив, будучи редакторами первого сезона сериала, вернулись в качестве редакторов для второго сезона. Визуальные эффекты были предоставлены компаниями Framestore, Trixter, Industrial Light & Magic, Rising Sun Pictures, FuseFX и Cantina Creative. Кристофер Таунсенд выступил супервайзером визуальных эффектов.

### Музыка
В июле 2022 года Натали Холт вернулась в качестве композитора и для второго сезона и планировала начать сочинять музыку к сезону в конце 2022 года.
| №                   | Название                | Длительность |
| ------------------- | ----------------------- | ------------ |
| 1.                  | «Burden of Wisdom»      | 2:06         |
| 2.                  | «Face Through the Wall» | 3:14         |
| 3.                  | «O.B.»                  | 2:23         |
| 4.                  | «Slip in Time»          | 1:47         |
| 5.                  | «Temporal Loom»         | 2:08         |
| 6.                  | «Origins 1868»          | 1:10         |
| 7.                  | «Evacuate TVA»          | 1:36         |
| 8.                  | «One Shot»              | 2:51         |
| 9.                  | «The Architect (Demo)»  | 1:40         |
| 10.                 | «Zaniac»                | 1:56         |
| 11.                 | «Jet Ski Whisper»       | 1:31         |
| 12.                 | «Tricks»                | 1:48         |
| 13.                 | «Ready for Round Two»   | 2:03         |
| 14.                 | «Q&A»                   | 4:26         |
| 15.                 | «Minute Men Attack»     | 2:16         |
| 16.                 | «Those Were Lives»      | 2:07         |
| 17.                 | «Golden Olden»          | 0:44         |
| 18.                 | «Chicago 1892»          | 1:56         |
| 19.                 | «Time to Go»            | 2:29         |
| 20.                 | «You»                   | 2:04         |
| 21.                 | «Your Girl»             | 2:05         |
| 22.                 | «Giant Clock»           | 0:41         |
| 23.                 | «Not the Man You Think» | 2:41         |
| 24.                 | «Delivery»              | 1:31         |
| 25.                 | «Requiem for All Time»  | 2:54         |
| Общая длительность: | Общая длительность:     | 52:07        |

| №                   | Название                         | Длительность |
| ------------------- | -------------------------------- | ------------ |
| 1.                  | «Loki's Binding»                 | 2:22         |
| 2.                  | «Spaghettification»              | 1:10         |
| 3.                  | «A Doll's House»                 | 2:31         |
| 4.                  | «We Are Gods»                    | 1:54         |
| 5.                  | «Box Massacre»                   | 2:11         |
| 6.                  | «The Multiplier Effect»          | 1:41         |
| 7.                  | «Non-homogenous»                 | 1:29         |
| 8.                  | «TVA Handbook»                   | 0:49         |
| 9.                  | «Gangway Style»                  | 2:11         |
| 10.                 | «It Should Be Me»                | 2:41         |
| 11.                 | «San Francisco, California 1962» | 2:10         |
| 12.                 | «Pasadena, California 1994»      | 2:55         |
| 13.                 | «Hot Chocolate»                  | 2:03         |
| 14.                 | «Fiction Problem»                | 2:32         |
| 15.                 | «Temporal Meltdown»              | 1:36         |
| 16.                 | «Here Before»                    | 1:50         |
| 17.                 | «It's Over»                      | 2:40         |
| 18.                 | «About Who»                      | 1:06         |
| 19.                 | «Try Again»                      | 1:08         |
| 20.                 | «Back»                           | 1:35         |
| 21.                 | «Cleveland, Ohio 2022»           | 3:05         |
| 22.                 | «Lessons from the Past»          | 1:43         |
| 23.                 | «It's Working»                   | 2:10         |
| 24.                 | «Infinite Mistakes»              | 2:11         |
| 25.                 | «Science/Fiction»                | 3:37         |
| 26.                 | «Fail-Safe»                      | 3:33         |
| 27.                 | «Complex and Many»               | 1:27         |
| 28.                 | «Singularity»                    | 2:29         |
| 29.                 | «Ascension»                      | 4:49         |
| 30.                 | «Purpose Is Glorious»            | 3:08         |
| 31.                 | «History Is Now»                 | 2:32         |
| Общая длительность: | Общая длительность:              | 69:34        |

## Маркетинг
Хиддлстон, Ди Мартино и Уилсон поделились кадрами нового сезона на выставке D23 Expo 2022 года, а также объявили о кастинге Куана.
28 июля 2023 года был выпущен рекламный постер сериала, на котором по Мисс Минуте в образе часов в формате визуального обратного отсчёта передвигаются 10 различных версий Локи.
31 июля 2023 года был выпущен первый трейлер второго сезона. Чарльз Пуллиам-Мур из The Verge сравнил «скольжение» Локи во времени с визуальными эффектами фильмов «Человек-паук: Через вселенные» (2018) и «Человек-паук: Паутина вселенных» (2023) и отметил, что агенты УВИ «снова окажутся в странных временных линиях, где не всегда все выстраивается так, как хотелось бы», а также обратил внимание на диалог Локи и Сильвии о том, что они боги. Тем временем Кэти Реул из Variety отметила, что сюжетная линия Мобиуса М. Мобиуса примет «резкий поворот, учитывая его потерю воспоминаний в финале первого сезона», а также прокомментировала, что «Том Хиддлстон вернулся и готов устроить новый хаос». Джеймс Уитбрук из Gizmodo порадовался юмористическому включению зелёного пирога, а также выразил мнение, что в трейлере «разумно» минимизировано присутствие Виктора Таймли в связи с судебным разбирательством Джонатана Мейджорса, и, подчёркнут «надлежащий хаос» в трейлере. Аналогично, Молли Фриман и Саймон Галлахер из Screen Rant также посчитали, что минимальное присутствие варианта Канга Завоевателя было уместным и что в трейлере вместо этого был сделан упор на «скольжение» во времени. По их мнению, Виктор Таймли был представлен как «изобретатель, похожий на Томаса Эдисона», а в трейлере была показана «более масштабная история и на 200 % больше Тома Хиддлстона». Дебютный трейлер собрал 80 млн просмотров, что стало самым большим показателем среди сериалов КВМ, выпускаемых на Disney+. Также, 29 сентября 2023 года официально вышли два эпизода мини-сериала «Marvel Studios: Легенды», посвящённые альтернативным версиям («вариантам») и организации УВИ. Рекламный постер, выпущенный к сериалу, был отмечен фанатами за потенциальное использование искусственного интеллекта (ИИ) при создании постера. Различные креативщики отмечали наличие на постере артефактов, которые иногда могут быть созданными генераторами изображений, созданных ИИ. Фоновое изображение спиральных часов на постере было отмечено как похожее на изображение, доступное на Shutterstock, которое не было помечено как сгенерированное ИИ, хотя при сканировании этого изображения средствами проверки ИИ, оно было отмечено, как сгенерированное ИИ.
В августе 2023 года компания McDonald’s, в рамках рекламной кампании сериала, создала новую упаковку для кисло-сладкого дип-соуса, вдохновлённую новым сезоном сериала. Она стала частью ограниченной серии «As Featured In Meal», в которой были собраны блюда из меню McDonald’s, фигурировавшие в различных СМИ. Ресторан планирует провести эксклюзивные мероприятия, изготовить индивидуальные товары и «невиданный ранее контент», связанный со СМИ, которые послужили вдохновением для создания блюда. Для второго сезона сериала «Локи» любой покупатель, купивший соус, сможет отсканировать упаковку в Snapchat и получить тематический контент дополненной реальности, который будет предлагать эксклюзивный взгляд на сезон, разработанный Marvel Studios, а также новые материалы, появляющиеся еженедельно в течение всей акции. Кроме того, компания McDonald’s преобразила один из своих ресторанов в Бруклине (Нью-Йорк), и оформила его в тематике 1980-х годов, как в сезоне, на три дня, начиная с 30 августа 2023 года. В ресторане были установлены более низкие цены на блюда «As Featured In», отражающие цены на продукцию компании 1980-х годов, а также были продемонстрированы костюмы и реквизит сезона. Кадры из сезона были показаны в трейлере, рекламирующем «As Featured In Meal», в котором Локи, Мобиус, Брэд Вульф и Сильвия обедают в McDonald’s.
В рамках рекламной кампании, с 6 по 18 сентября 2023 года сериал сотрудничал с Randy's Donuts в Инглвуде (Калифорния), предлагая пончики с тематикой «Мисс Минуты», при этом культовый пончик на вершине здания заведения был оформлен в виде Мисс Минуты. 2 октября 2023 года Мисс Минуты была изображена на колесе обозрения Navy Pier. Также, в компании Walmart были выпущены ограниченные серии коробок от хлопьев Lucky Charms, на обложке которых чередовались талисман хлопьев лепрекон Лаки и Локи Тома Хиддлстона.
Это стало продолжением сотрудничества сериала с компанией General Mills, с которой он сотрудничал при создании первого сезона. Среди других партнёрств — рекламный ролик с Samsung Electronics, снятый Фарахани, в котором агенты УВИ выслеживают Локи с помощью Samsung Galaxy S23. Также, компания Bones Coffee создала упаковку для кофе со вкусом пирога «Key lime pie», поскольку пирог был одним из элементов сюжета сезона, а компания Citizen Watch создала брендированный контент с сериалом для своих часов Axiom SC и Marvel x Citizen Loki. Программа рекламной продукции «Marvel Must Haves» в этом сезоне стартовала 6 октября. После премьеры, Локи и У.Б. были добавлены в Avengers Campus.

## Показ
Второй сезон был выпущен на стриминговом сервисе Disney+ 5 октября 2023 года в 21:00 по EST, выход будет осуществляться еженедельно по четвергам, а сам сезон будет состоять из шести эпизодов и завершится 9 ноября. Специальный показ сезона состоялся 2 октября в Голливуде (Лос-Анджелес) в театре «Эль-Капитан» наряду с мероприятиями в других городах США. Первоначально премьера сезона была запланирована на 6 октября, а выход по пятницам, однако график выхода эпизодов был изменён в связи с успехом сериала «Асока» медиафраншизы «Звёздные войны», эпизоды которого также транслировались в четверг. Сам сезон сериала является частью Пятой фазы КВМ.

## Восприятие

### Зрительская аудитория
По данным Disney+, первый эпизод «Ouroboros» стал вторым по количеству просмотров премьерным эпизодом на стриминговом сервисе в первую неделю 2023 года после третьего сезона сериала «Мандалорец», набрав за первые три дня 10,9 млн просмотров по всему миру. По данным исследования TV Time компании Whip Media, сериал «Локи» стал самым просматриваемым оригинальным сериалом на всех платформах в США на неделе, начинающейся 15 октября 2023 года. По данным агрегатора потокового вещания JustWatch, сериал стал самой просматриваемой программой на всех платформах в США за неделю с 9 по 15 октября 2023 года.

### Реакции критиков
На сайте-агрегаторе рецензий Rotten Tomatoes рейтинг сезона сериала составил 82 % на основе 164 отзывов со средней оценкой 7,35/10. Общий консенсус критиков гласит: «Головокружительный и ослепительный второй сезон „Локи“ может полагаться на ловкость рук, чтобы отвлечься от несколько менее удовлетворительной сюжетной линии, но в конечном результате в нём всё ещё достаточно старой магии Marvel, чтобы развлечься». На сайте Metacritic сезон получил средневзвешенный балл 65 из 100 от 23 критиков, что указывает на «в целом положительные отзывы».
Обозревая первые четыре эпизода, Дэниел Файнберг из The Hollywood Reporter отметил, что в новом сезоне «лишь немного тех эзотерических странностей, которые в первом сезоне так часто приводили в восторг. Сюжет настолько запутан, что чувство веселья редко прорывается наружу, но благодаря великолепному актёрскому составу и одному из лучших на телевидении постановочному дизайну почти всегда есть то, что привлечёт ваше внимание, если при этом не вызовет каких-либо эмоциональных переживаний».

### Награды
| Награда                                     | Дата церемонии вручения | Категория                                                            | Получатель(-и)                   | Результат | Прим.   |
| ------------------------------------------- | ----------------------- | -------------------------------------------------------------------- | -------------------------------- | --------- | ------- |
| Hollywood Music in Media Awards             | 15 ноября 2023          | «Партитура — ТВ-шоу / мини-сериал»                                   | Натали Холт                      | Номинация | [ 107 ] |
| «Выбор телевизионных критиков»              | 14 января 2024          | «Лучший драматический сериал»                                        | «Локи»                           | Ожидается | [ 108 ] |
| «Выбор телевизионных критиков»              | 14 января 2024          | «Лучшая мужская роль в драматическом сериале»                        | Том Хиддлстон                    | Ожидается | [ 108 ] |
| «Выбор телевизионных критиков»              | 14 января 2024          | «Лучшая мужская роль второго плана в драматическом сериале»          | Ке Хюи Куан                      | Ожидается | [ 108 ] |
| «Выбор телевизионных критиков»              | 14 января 2024          | «Лучшая женская роль второго плана в драматическом сериале»          | София Ди Мартино                 | Ожидается | [ 108 ] |
| Награды Общества композиторов и лириков     | 13 февраля 2024         | «Выдающаяся оригинальная партитура для телевизионной постановки»     | Натали Холт                      | Ожидается | [ 109 ] |
| Награды Гильдии художников по костюмам      | 21 февраля 2024         | «Выдающиеся достижения в области научно-фантастического телевидения» | Кристин Вада (за эпизод «1893»)  | Ожидается | [ 110 ] |
| Награды Гильдии художников по костюмам      | 21 февраля 2024         | «Превосходство в иллюстрировании костюмов»                           | Фелипе Санчес (за эпизод «1893») | Ожидается | [ 110 ] |
| Премия Гильдии художников-постановщиков США | 21 февраля 2024         | «Одночасовой фантастический однокамерный сериал»                     | Касра Фарахаги                   | Ожидается | [ 111 ] |

## Документальный выпуск
В феврале 2021 года был анонсирован документальный выпуск «Marvel Studios: Общий сбор». Документальный выпуск под названием «Создание второго сезона „Локи“» был выпущен 22 ноября 2023 года на стриминговом сервисе Disney+.